# Konrad J. Zarębski
Konrad J. Zarębski (ur. 1956) – polski krytyk filmowy oraz dziennikarz.
Ukończywszy w 1980 roku Uniwersytet Warszawski jako magister polonistyki, od 1981 roku zajmował się krytyką filmową. Współpracował między innymi z „Filmowym Serwisem Prasowym”, „Filmem”, „Video Clubem” oraz „Kinem”, a w latach 1988-89 był szefem programowym festiwalu „Młodzi i Film” w Koszalinie. Jest autorem polskiego tłumaczenia filmu Terminator (1984) – Elektroniczny morderca – za które był wielokrotnie krytykowany. Od 1996 roku prowadzi rubrykę Alfabet Filmowy w „Gazecie Telewizyjnej”, gdzie zamieszcza skrócone recenzje filmów wyświetlanych w telewizji. Obecnie współpracuje z Przeglądem Twórczości Filmowej „Pola i Inni” w Lipnie.
Współautor takich publikacji filmoznawczych, jak Filmy pod specjalnym nadzorem (2004, z Janem Słodowskim), Literatura na ekranie (2005, z Andrzejem Kołodyńskim), Słownik adaptacji filmowych (2005, z Kołodyńskim) oraz Historia kina polskiego (2007, z Tadeuszem Lubelskim).